# Bienvenue à Sunnydale
Bienvenue à Sunnydale est le 1er épisode, en deux parties, de la série télévisée Buffy contre les vampires.

## Résumé

### Partie 1
L'épisode commence par une introduction mettant en scène deux adolescents de la ville de Sunnydale, en Californie. Un garçon pénètre par effraction dans le lycée de la ville accompagnée d'une fille qui apparait plus réticente à leur action. Face à la nervosité de sa camarade, qui a cru entendre quelqu'un, le garçon lui assure qu'ils sont seuls. À ce moment, la jeune fille, qui se révèle être un vampire prénommé Darla, mord le garçon.     
Buffy Summers et sa mère Joyce viennent d'emménager à Sunnydale après avoir quitté Los Angeles. L'adolescente commence sa première journée dans son nouveau lycée en rencontrant le principal Flutie. Croyant en la notion de seconde chance, il déchire devant elle son dossier scolaire pour lui prouver qu'il fait table rase de son passé, et affirme qu'il ne lui tiendra pas rigueur d'avoir incendié le gymnase de son lycée précédent. La jeune fille rencontre par la suite des gens qui occuperont une place prépondérante dans sa vie future. Elle se lie d'abord avec Cordelia, la fille la plus populaire de l'école, avant de sympathiser avec la timide Willow et ses amis Alex et Jesse, et de rencontrer Rupert Giles, le bibliothécaire, qui lui dit être au courant de son identité secrète. Lorsqu'elle apprend que le cadavre du garçon tué par Darla la nuit précédente été retrouvé, elle se rend dans les vestiaires du gymnase pour inspecter le corps, et découvre les marques d'une morsure de vampires à son cou. Elle confronte Giles à la suite de sa découverte. Il s'avère que Buffy n'est autre que la Tueuse de vampires, une élue dotée de pouvoirs mystiques et surnaturels chargée de combattre les forces du mal, comme les vampires ou les démons. Giles, qui révèle avoir été choisi pour être son Observateur, apprend à la jeune fille que Sunnydale a toujours été le théâtre d'événements surnaturels et tragiques, mais est surpris de découvrir qu'elle ne souhaite en aucun cas endosser son rôle de Tueuse, n'aspirant qu'à vivre une vie normale.  
Le soir, Buffy se rend au Bronze, la boite de nuit la plus en vue de la ville, ou Cordelia l'a invité. Sur le chemin, elle rencontre un mystérieux inconnu qui l'informe que Sunnydale est située sur la Bouche de l'Enfer, et qu'elle soit se préparer pour un évènement appelé la moisson. Avant de s'éclipser, il lui offre une petite croix chrétienne en métal. Pendant ce temps, dans les catacombes de la ville, le vampire Luke réveille le Maître, un très vieux vampire prisonnier sous terre depuis qu'un séisme a fait échouer sa tentative d'ouvrir la Bouche de l'Enfer 60 ans auparavant. Le Maitre étant affaibli, Luke a envoyé plusieurs de ses vampires lui chercher des victimes humaines. Arrivée au Bronze, Buffy retrouve Willow, à qui elle conseille de vivre le moment présent. Elle retrouve également Gilles, à qui elle raconte ce que l'inconnu lui a dit. Lorsqu'elle s'aperçoit que Willow, suivant ses conseils, a finie par être prise pour cible par un vampire, elle décide de l'aider, mais elle les perd de vue tous les deux. En chemin, elle tombe sur Alex, qui avoue avoir entendu toute sa conversation avec Gilles à la bibliothèque, et à qui elle demande de l'aider pour retrouver leur amie. Tous les deux finissent par retrouver Willow dans le cimetière, ou elle s'apprêtait à se faire mordre par un vampire complice de Darla. Buffy décide d'accomplir son devoir de Tueuse, et permet à ses amis de s'enfuir en mettant les vampires en déroute jusqu'à l'arrivée de Luke.   

### Partie 2
Surprise par Luke, Buffy parvient à lui échapper de justesse en utilisant la croix que lui a donné le mystérieux inconnu. Elle rejoint ensuite ses amis et les sauve d'autres vampires qui tentaient de les enlever, mais elle constate, impuissante, que Jesse a disparu. À la bibliothèque du lycée, Willow et Alex sont informés par Giles et Buffy de l'existence des vampires et du rôle de la Tueuse. Les deux lycéens expriment tous deux leur souhait d'aider leur nouvelle amie. Le groupe comprend que les vampires se cachent dans les souterrains de la ville, dont il se procure les plans grâce aux compétences en informatique de Willow. Mais Buffy refuse que ses amis l'aident davantage, y compris quand Alex se propose de l'accompagner sauver Jesse. Elle sèche les cours et retourne seule dans le cimetière, ou se situe l'entrée des souterrains, et y croise à nouveau l'inconnu, qui lui révèle s'appeler Angel. Elle est ensuite rejointe par Alex, et, ensemble, ils retrouvent Jesse prisonnier. Mais il s'avère que celui-ci a été transformé en vampire, et il leur tend un piège, dont ils ne s'échappent que de justesse. En réponse, le Maître fait de Luke son « vaisseau » pour la Moisson : chaque humain dont il boira le sang redonnera des forces au Maître et lui permettra de se libérer.  
Après avoir découvert les origines du Maître et le plan de Luke, le groupe devine que ce dernier va attaquer le Bronze avec une horde de vampires, car beaucoup de jeunes victimes potentielles y sont réunis. En passant chez elle se changer et récupérer des armes, Buffy est retardée par sa mère, qui a appris qu'elle avait séché des cours. Ignorante de la nature de sa fille et de l'importance de sa mission, elle lui interdit de sortir, et Buffy doit quitter sa maison en douce par la fenêtre de sa chambre. Elle arrive au Bronze, ou Luke a déjà fait plusieurs victimes. La Tueuse arrive à le vaincre, aidée par Giles, Willow et Alex. Le bibliothécaire, sur le point d'être mordu par Darla, est sauvé par Willow, qui brûle la vampire avec de l'eau bénite, alors qu'Alex tue accidentellement Jesse. A la mort de Luke, le Maître, si proche du but, reperd alors toutes ses forces.   
Le lendemain matin, au lycée, tous les élèves semblent avoir oublier le caractère surnaturel des évènements de la nuit dernière, mais Buffy et ses nouveaux amis sont déterminés à combattre les prochaines forces du mal qui se présenteront à eux.  

## Production
Joss Whedon, créateur de la série, espérait pouvoir inclure l'acteur Eric Balfour dans le générique, afin de choquer les spectateurs lors de la mort de son personnage. Malheureusement, la série n'avait pas un assez gros budget pour cela. Le vœu de Whedon fut finalement exaucé lors de l'épisode Rouge passion avec Tara Maclay, le personnage joué par Amber Benson.
Plusieurs scènes, notamment la dispute entre Giles et Buffy dans la bibliothèque du lycée et la première rencontre de Buffy et Angel, ont été à nouveau tournées huit mois après que le premier épisode soit tourné. Whedon avait décidé de rendre Buffy moins colérique et plus vulnérable, à la grande consternation de Sarah Michelle Gellar. Whedon lui a alors fait croire qu'ils allaient retourner les scènes une troisième fois. Balfour a eu tellement de mal à dire ses répliques en portant sa prothèse de maquillage de vampire que de nouvelles prothèses ont été conçues pour les personnages de vampires devant parler fréquemment. Bien que cela ne soit jamais révélé dans la série, le nom du Maître dans le script de l'épisode est Heinrich Joseph Nest.
Quand Buffy est dans sa chambre en train de décider quoi porter pour aller au Bronze, la musique de fond est la chanson Saturated des Sprung Monkey. Le groupe apparaît d'ailleurs ensuite sur la scène de la boîte pour y jouer Believe, Swirl et Things are Changing.
À la première diffusion de l'épisode, la WB montrait aussi un teaser parlant brièvement de l'histoire des Tueuses. Il parlait d'horribles évènements qui se déroulaient dans les villes où une femme particulière passait. Ce teaser ne figure toutefois pas sur les DVD. Bienvenue à Sunnydale eut une audience Nielsen de 3,4 lors de sa première diffusion.

## Jesse McNally
Il fait partie de la bande originale (avec Willow et Alex) mais fait très peu d'apparitions (les deux premiers épisodes de la saison 1 ainsi que le pilote non diffusé). Il est surtout ami avec Alex avec qui il a beaucoup de points communs. Peu de temps après avoir connu Buffy, il est emmené dans le cimetière par Darla qui doit le rapporter en offrande au maître. Jesse sert d’appât pour attirer Buffy dans le repaire des vampires. Il est transformé en vampire pour refermer le piège sur Buffy mais le plan échoue. 
Même s'il fait peu d'apparitions, c'est un personnage important qui a vécu et grandi avec deux des personnages les plus importants de la série. Quand il devient vampire, il s'acharne sur Cordelia, sûrement car elle a toujours refusé ses avances, puis il se fait tuer par Alex. Sa mort inaugure une nouvelle ère à Sunnydale, celle du surnaturel dans cette petite ville calme. 

## Statut particulier
Noel Murray, du site A.V. Club, estime que ce double épisode est « une bonne introduction » qui pose les bases de la série « rapidement et proprement » malgré quelques problèmes comme des « scènes d'action et d'horreur assez plates ». Pour la BBC, l'épisode pilote « prend le temps de familiariser le public avec les personnages principaux et d'exposer le postulat de départ » et laisse une « première impression très favorable », les personnages étant intéressants et l'idée de départ d'une « étrangeté louable ». La deuxième partie est « plus classique dans sa structure », présentant un « équilibre minutieux entre une intrigue bien développée et une copieuse caractérisation des personnages » ainsi qu'une « scène de combat correcte »,. Mikelangelo Marinaro, du site Critically Touched, donne respectivement aux deux parties les notes de B+ et C-, estimant que le pilote « met en place un éventail de personnages plaisants » et définit sa propre identité avec des « dialogues percutants et amusants » et une « thématique pertinente », alors que ses défauts résident dans la musique, « mièvre et trop synthétique », et des méchants « unidimensionnels et d'une grande platitude », ce dernier point étant particulièrement gênant pour la deuxième partie, plus centrée sur l'action mais qui souffre de problèmes de rythme et de scènes de combat « mal dirigées »,.
L'épisode a été nommé en 1997 à l'Emmy Award des meilleures maquillages pour une série.

## Distribution

### Acteurs crédités au générique
- Sarah Michelle Gellar : Buffy Summers
- Nicholas Brendon : Alexander Harris
- Alyson Hannigan : Willow Rosenberg
- Charisma Carpenter : Cordelia Chase
- Anthony Stewart Head : Rupert Giles

### Acteurs crédités en début d'épisode
- Mark Metcalf : Le Maître
- Brian Thompson : Luke
- David Boreanaz : Angel
- Ken Lerner : Principal Flutie
- Kristine Sutherland : Joyce Summers
- Julie Benz : Darla
- Eric Balfour : Jesse McNally
- J. Patrick Lawlor : Thomas (partie 1 uniquement)

### Acteurs crédités en fin d'épisode
- Carmine Giovinazzo : le garçon tué par Darla (partie 1 uniquement)
- Amy Faith Chance : Aphrodesia (partie 1 uniquement)
- Persia White : Aura (partie 1 uniquement)
- Mercedes McNab : Harmony Kendall (partie 2 uniquement)